# 나비드 아프카리
나비드 아프카리(نوید افکاری‎ 1993년 7월 22일 ~ 2020년 9월 12일)는 이란의 레슬링 선수이다. 2017–2018년 이란 시위에 참여했다가 체포되어 사형당했다.

## 선수 경력
아프카리는 이란 국내 챔피언이었다.

## 시위와 체포
아프카리는 2017–2018년 이란 시위에 참가했다가 체포되었다. 그에게 적용된 혐의는 지도자 모욕, 신을 부정한 혐의(모하레베), 그리고 이슬람 혁명 수비대 소속 사복 보안요원인 하산 토르크만을 살해한 혐의 등이었다. 아프카리는 자신이 심문 과정에서 고문을 당하여 거짓 자백을 했다고 주장했다. 하지만 나비드 아프카리는 두 차례 사형 선고를 받았고, 이것이 2020년 8월 이란 대법원에서 확정되었다. 그의 두 형제도 같은 혐의로 각각 54년과 27년 징역형을 선고받았다.
이 판결은 국제적인 비난을 불러일으켰다. 미국 대통령 도널드 트럼프, 국제 올림픽 위원회 위원장 토마스 바흐, UFC 대표 데이나 화이트 등은 아프카리 사형 집행을 하지 말아달라는 성명을 발표했다. 하지만 2020년 9월 12일 이란 정부는 나비드 아프카리의 사형을 집행했다고 발표했다.